# Dolf Ledel
 (novembre 2009).
Si vous disposez d'ouvrages ou d'articles de référence ou si vous connaissez des sites web de qualité traitant du thème abordé ici, merci de compléter l'article en donnant les références utiles à sa vérifiabilité et en les liant à la section « Notes et références ».
Dolf Ledel (1893-1976) est un sculpteur belge.

## Un sculpteur belge
Statuaire, médailleur et portraitiste belge, Dolf Ledel fut élève à l’Académie des beaux-arts de Bruxelles. Il participa très jeune à des expositions de prestige. Il exposa pour la première fois, à 17 ans, au salon triennal de 1910 qui eut lieu dans le cadre de l’exposition universelle de Bruxelles.
Durant toute sa vie, il participa activement à la vie artistique belge, il fut fondateur et président de l’AAPB (Association des artistes professionnels de Belgique), secrétaire de l’ONBA (Œuvre nationale des beaux-arts) et membre de la Commission consultative des arts au Ministère des Travaux publics. Il participa à de nombreuses expositions en Belgique et au-delà des frontières.
Il est l’auteur de nombreux monuments et de plaques commémoratives à Bruxelles, Anvers, Bougnies, Stavelot, Struthof, etc.
Il participa, en tant qu'artiste belge, aux expositions internationales de Bruxelles en 1935, Paris en 1937, New York en 1939 et à nouveau Bruxelles en 1958.

## Un portraitiste et médailleur reconnu
Dolf Ledel était apprécié pour ses talents de portraitiste, il réalisa le portrait de nombreuses personnalités du monde sociopolitique et culturel belge. En hommage au sculpteur, en décembre 1994, en la salle ogivale sur la Grand Place, la ville de Bruxelles présenta une grande partie de ces portraits qui survolaient 60 années.
Médailleur de renom, il participa aux nombreuses manifestations internationales et son œuvre fut primée plus d’une fois.

## Les œuvres de Dolf Ledel

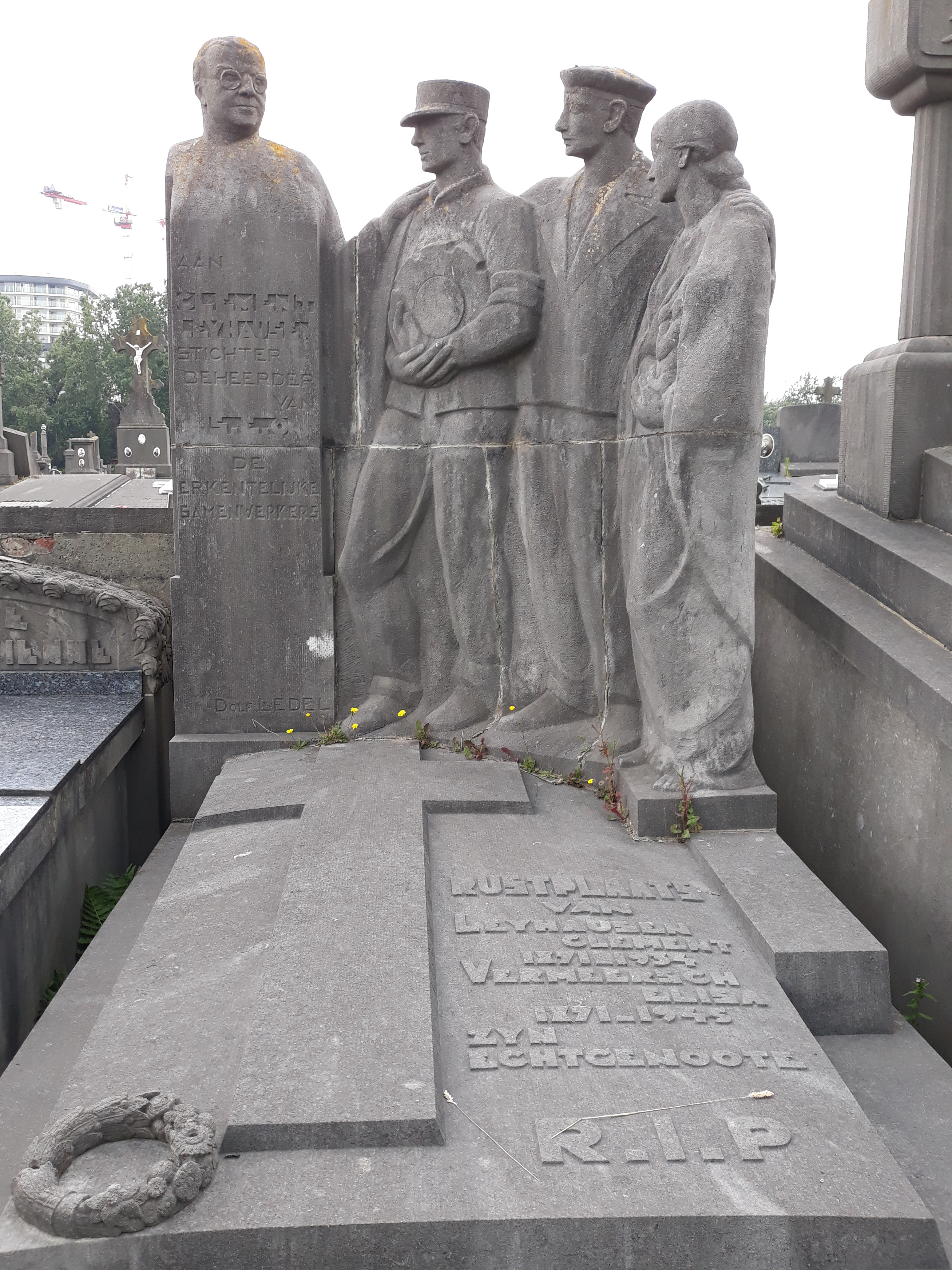
Tombeau monumental de Clement Leyhausen à Ostende

Dolf Ledel était également spécialiste de la taille directe, plusieurs de ces tailles sont exposées dans des musées Bruxellois (notamment : au Musée Alice et David van Buuren). À Anvers, se dresse le monument Georges Eekhoud taillé dans la pierre bleue par le sculpteur.
Toujours à l’affût de nouvelle matière, il grava également le schiste qu’il alla chercher dans différentes carrières de l’est de la Belgique.
Plusieurs de ses œuvres ont été acquises par différents musées, notamment : Bruxelles (Jardin des sculptures des Musées royaux des beaux-arts de Belgique), Gand, Anvers, La Hulpe< (Monument à Camille Lemonnier dans les jardins de l'Ecole provinciale d'Horticulture), Liège, Ostende, Kaunas, Riga, Grenoble et Buenos Aires.
Une cire perdue, le buste du magistrat A. Merckx daté de 1938.
Buste de Louis baes en 1942, Université libre de Bruxelles - Archives, patrimoine, réserve précieuse

## Un sculpteur engagé
Libre penseur et défenseur de la laïcité, Dolf Ledel s’impliqua toujours dans les mouvements sociaux de l’époque. Durant l’occupation nazie, il accueillit et aida des collègues persécutés par l’envahisseur, il fut résistant armé et fut contraint de prendre le maquis dans la campagne namuroise avec sa compagne et sa fille aînée.
Dolf Ledel a hébergé entre autres dans son atelier, avenue Nouvelle à Etterbeek, pendant plusieurs mois le couple de peintres Felka Platek et Felix Nussbaum. Ce dernier, après s'être échappé du camp de concentration français à Saint-Cyprien où il avait été interné après son arrestation par les autorités belges avant le 10 mai 1940, a trouvé un asile jusqu'à leur dénonciation en 1944. Le portrait de Felix Nussbaum sculpté par Dolf Ledel orne la collection du musée Felix Nussbaum à Osnabrück. 

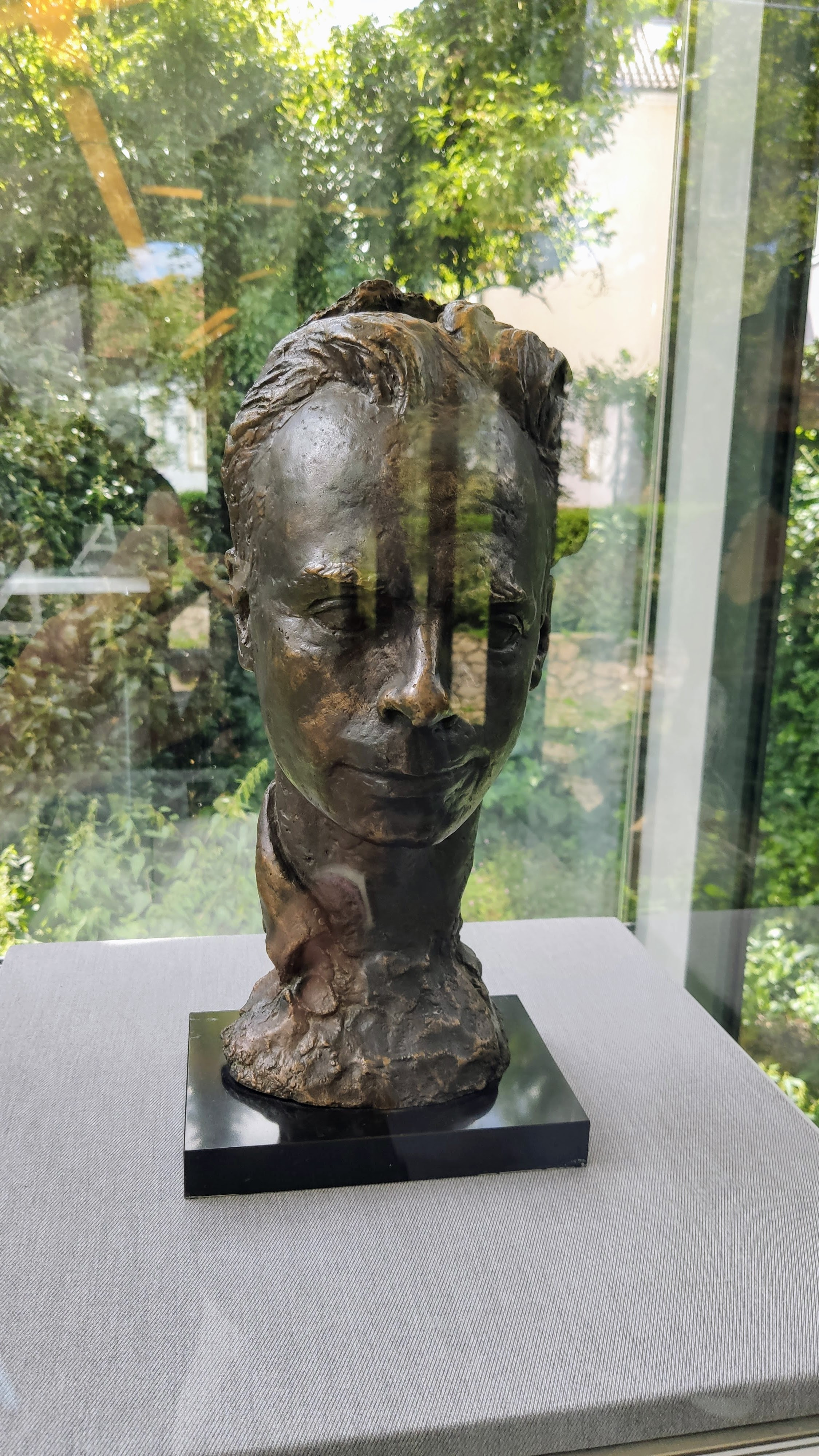
Portrait Felix Nussbaum (Dolf Ledel)

## Distinctions
- Officier de l’Ordre de Léopold
- Officier de l’Ordre de la Couronne
- Croix d’or d’Officier de l’Ordre du Mérite brabançon